# Virslīga 2007
In 2007 werd het 33ste voetbalseizoen gespeeld van de Letse Virslīga. De competitie werd gespeeld van 7 april tot 4 november. FK Ventspils werd kampioen. Er werd beslist om naar het volgende seizoen de competitie uit te breiden naar tien clubs waardoor er dit jaar geen club degradeerde. 

## Eindstand
| Plaats | Club               | Wed. | W  | G | V  | Saldo | Ptn. |
| ------ | ------------------ | ---- | -- | - | -- | ----- | ---- |
| 1.     | FK Ventspils       | 28   | 18 | 6 | 4  | 59-16 | 60   |
| 2.     | Liepājas Metalurgs | 28   | 18 | 4 | 6  | 42-21 | 58   |
| 3.     | FK Riga            | 28   | 17 | 6 | 5  | 48-28 | 57   |
| 4.     | Skonto Riga        | 28   | 16 | 7 | 5  | 54-27 | 55   |
| 5.     | Daugava Daugavpils | 28   | 9  | 6 | 13 | 33-38 | 33   |
| 6.     | FK Jūrmala         | 28   | 7  | 5 | 16 | 28-51 | 26   |
| 7.     | Dinaburg FC        | 28   | 6  | 2 | 20 | 23-58 | 20   |
| 8.     | Olimps Rīga        | 28   | 2  | 2 | 24 | 15-63 | 8    |

- FK Ditton veranderde de naam in FK Daugava Daugavpils

|  | Kampioen, geplaatst voor eerste voorronde UEFA Champions League 2008/09 |
|  | Geplaatst voor voorronde UEFA Cup 2008/09                               |
|  | Geplaatst voor eerste ronde Intertoto Cup 2008                          |

## Kampioen
| Virslīga 2007                 |
| Letland                       |
| ----------------------------- |
| VENTSPILS Kampioen (2° titel) |